# Massimo Cerofolini
Massimo Cerofolini (Roma, 29 dicembre 1961) è un giornalista, conduttore radiofonico e sceneggiatore italiano.

## Biografia
Laureato in giurisprudenza, prima di dedicarsi al giornalismo ed alla scrittura, milita nell'associazionismo ambientalista ed è tra i giovani animatori negli anni '90 dei Centri di Azione Giuridica della allora Lega per l'Ambiente.
Con Francesco Scardamaglia ha scritto i soggetti e le sceneggiature di miniserie televisive come Papa Giovanni - Ioannes XXIII e Madre Teresa per Lux Vide e Papa Luciani - Il sorriso di Dio per Leone film. Con lo pseudonimo di Elia Contini ha firmato la sceneggiatura della miniserie televisiva per Canale 5 Il generale Dalla Chiesa. Per Heller Multimedia, Settimaarte e Seven Hills, insieme a Francesca Primavera, ha ultimato la scrittura delle miniserie La Brigata ebraica e Brazzà l’esploratore per Rai Uno e della serie Uomini dentro per Rai Due.
In Radio Rai dal 1999 (ha lavorato inizialmente a Gr3), lavora come giornalista a Rai Radio 1, dove ha preso parte al programma Il viaggiatore in cui, tra le altre cose, ha curato un ciclo sulla modernità dei dieci comandamenti della Bibbia e Radio Europa. Dal 2010 cura e conduce il programma Eta Beta, dedicato alle nuove tecnologie, ai nuovi mestieri e ai nuovi linguaggi, con interviste ai protagonisti del mondo dell'innovazione, del web, della ricerca e dell'intelligenza artificiale. Per Rai Play Sound ha curato i podcast originali "Il doppio del mondo" (sulle simulazioni digitali e sintetiche della vita reale), "Il senso del futuro" (storie sui cinque sensi raccontate da cinque personaggi che li esprimono al massimo della potenza), Singapore - Futuro anteriore, Fattore K e Angelo Dalle Molle - Il genio dimenticato.  
Dal 2018, è anche autore e inviato del programma televisivo Codice, la vita è digitale in onda l'estate in seconda serata su Rai1, per conto del quale ha prodotto reportage dai principali luoghi dell'innovazione mondiale (Silicon Valley, Singapore, Corea del Sud, Kenya, Giappone, Regno Unito, Finlandia, Germania e altro ancora). Con Barbara Carfagna cura e conduce su Rai Play Sound il podcast Codice Beta - Ogni cosa è digitale, con interviste ai visionari dell'innovazione.   
In passato ha lavorato a Paese Sera, L'Espresso, Italia Oggi e Tg3. Ha vinto il premio giornalistico Smau (1995), menzione speciale al premio Ilaria Alpi (1997 e 1998) e il Premio Sardegna (2024).

## Fiction tv

### Sceneggiature
- Papa Giovanni - miniserie televisiva (2002)
- Madre Teresa - miniserie televisiva (2003)
- Papa Luciani, il sorriso di Dio - miniserie televisiva (2006)
- Il generale Dalla Chiesa - miniserie televisiva (2007)

## Programmi radiofonici
- Radio Europa - Rai Radio 1[4]
- Il viaggiatore - Rai Radio 1[5]
- Eta Beta - Rai Radio 1[6]

## Podcast
- Codice Beta - Ogni cosa è digitale - Podcast Rai Play Sound [7]
- Il doppio del mondo - Podcast Rai Play Sound Archiviato il 7 marzo 2023 in Internet Archive.
- Il senso del futuro - Podcast Rai Play Sound Archiviato il 7 marzo 2023 in Internet Archive.
- Singapore - Futuro anteriore Rai Play Sound
- Fattore K- L'onda gentile della Corea del Sud Rai Play Sound
- Angelo Dalle Molle - Il genio dimenticato Rai Play Sound

## Televisione
- Codice - La vita è digitale (Rai1), su raiplay.it.

## Libri
- Dolce dormire con Francesca Primavera, Edizioni Dino Audino, 2001.
- Le carte incompiute, 2013.
- Il sole tornò indietro. Il romanzo della Brigata ebraica con Francesca Primavera, 2013.